# Mandal

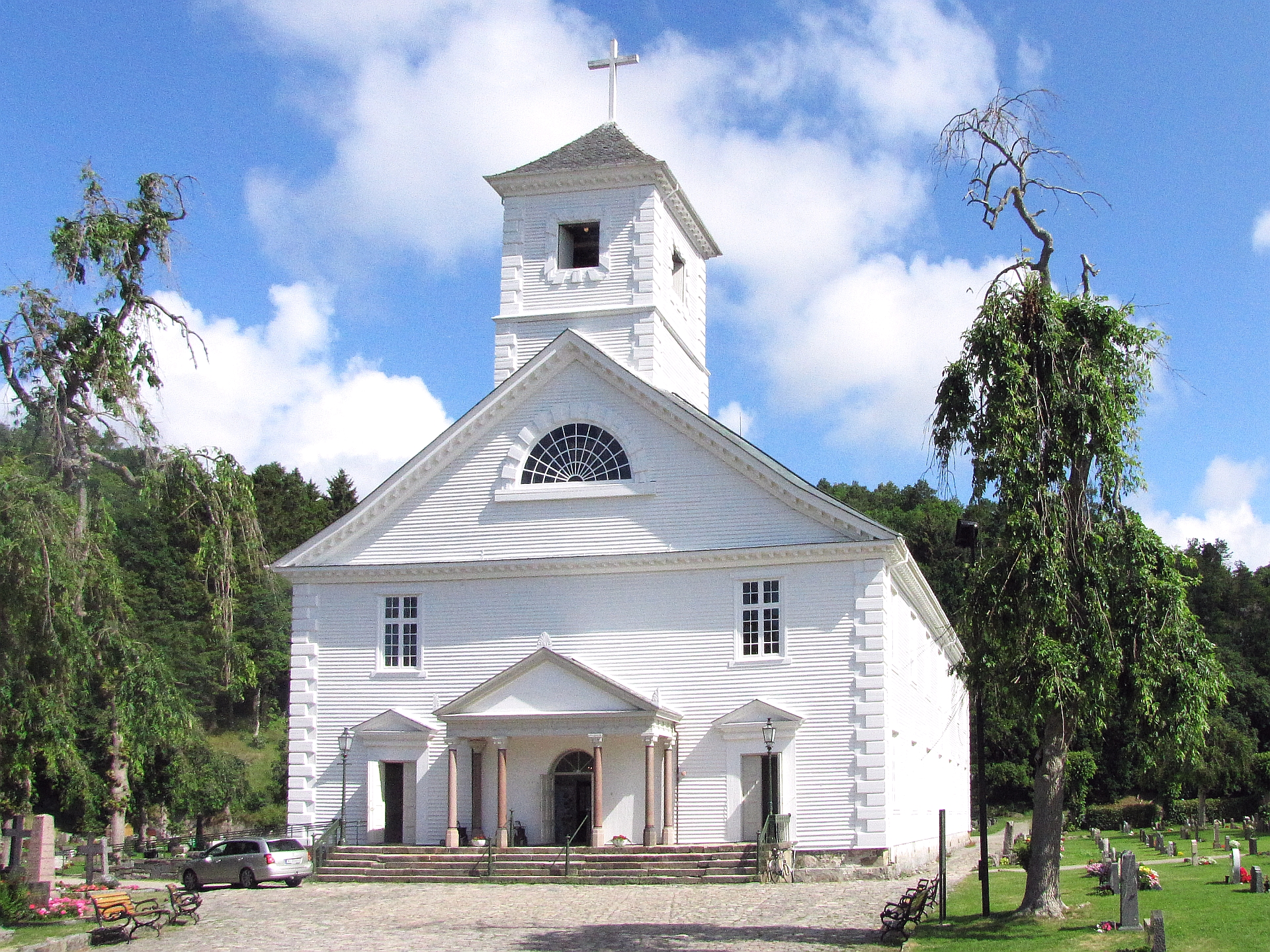
A igreja de Mandal do ano de 1821 com 1800 lugares

Mandal é uma antiga comuna da Noruega, com 220 km² de área e 13 840 habitantes (censo de 2004).         